# Бедярыш
Бедярыш (баш. Бәҙәреш) — река в России на Южном Урале, протекает по Катав-Ивановскому и Белорецкому районам Челябинской области и Башкортостану. Устье реки находится в 94 км по правому берегу реки Лемеза. Длина реки составляет 40 км. Площадь водосборного бассейна — 288 км².
В 16 км от устья, по правому берегу, впадает река Лазарга.

## Данные водного реестра
По данным государственного водного реестра России относится к Камскому бассейновому округу, водохозяйственный участок реки — Сим от истока и до устья, речной подбассейн реки — Белая. Речной бассейн реки — Кама.
Код объекта в государственном водном реестре — 10010200612111100019324.